# Ирсу, Аксель
Аксель Ирсу (фр. Axel Hirsoux; род. 26 сентября 1982, Манаж, Бельгия) — бельгийский певец, который представлял Бельгию на конкурсе песни «Евровидение 2014», с песней «Mother».